# Vojarna Zapadni logor u Mostaru
Vojarna Zapadni logor (nje. Westlager) bila je austro-ugarska vojarna u Mostaru. Nalazi se na padinama Bijelog brijega, sjeverno od rječice Radobolje.
Podignuta je nakon austro-ugarskog zaposjedanja BiH. Mostar je bio pozadinsko uporište i imao je 19 utvrđenih objekata, najviše u BiH. Bio je pojasna utvrda, jedna od četiriju koje je sagradila Austro-Ugarska u BiH. Unutarnju obrambenu jezgru činile su četiri vojarne nazvane po stranama svijeta.
U drugoj polovini siječnja i veljače 1945. OZNA je prikupljala na mjestu Zapadnog logora ratne zarobljenike i civile mostarske Hrvate. Pobila ih je na dvjestotinjak metara južnije te ih bacila na istome mjestu u nekoliko masovnih grobnica ili su odvozila na stratišta po Istočnoj Hercegovini. Jugokomunistička vlast je to zemljište nacionalizacijom oduzela Katoličkoj crkvi i pretvorila u "partizansko groblje". 1960-ih je na mjestu prikupljanja počela gradnja Stadiona pod Bijelim Brijegom koja je dovršena 1971. godine. Na mjestu vojarne 1977. je prostore dobilo Sveučilište "Džemal Bijedić". 
Danas je na mjestu vojarne hrvatsko Sveučilište u Mostaru, Stadion HŠK Zrinjski na kojem utakmice igra HŠK Zrinjski i zapušteno Partizansko groblje.